# Townsendia jonesii
Townsendia jonesii là một loài thực vật có hoa trong họ Cúc. Loài này được (Beaman) Reveal miêu tả khoa học đầu tiên năm 1970.